# Gommenec'h

Gommenec'h este o comună în departamentul  Côtes-d'Armor, Franța. În 1 ianuarie 2022 avea o populație de 552 de locuitori.